# عماد العكاري
عماد العكاري (13 أكتوبر 1964 -) ممثل كويتي. بدأ التمثيل من خلال الأدوار الصغيرة في مسرحية «خمسة وخميسة».

## أعماله

### في المسرحيات
- الإستراحة 2021
- وبعدين.
- جزيرة الذهب.
- مولود في حبة فياغرا.
- زهرة والوادي الرمادي.
- الإ صلاتي.
- كول يا شباب.
- سوق شرق.
- البيت المسكون 2.
- زمن دراكولا.
- البيت المسكون.
- هالو كايرو.
- مصاص الدماء.
- خمسة وخميسة.

### في المسلسلات
| - قرمش. - بين الماضي والحب. - واي فاي. - توفيق. - بي بي. - سوق الجت 2. - ساهي وفاهي. - نور في سماء صافية. - البلشتي. - سوق الجت. - حسان والاميرة اشجان. - الحب الكبير. - 4X4. - وحيد والمخبرين. | - عتيج الصوف. - ابن النجار. - فريج صويلح. - ريموت كنترول. - الخطر معهم ج2. - كشف حساب. - تكبير. - الرأي الآخر. - كنز المخاطر. - زمن الرجال. - إثنان على الطريق. - عودة السندباد. - رجل سنة 60. 1. 2. - عماد العكاري على موقع قاعدة بيانات الأفلام العربية |